# Ioulia Koutioukova
Ioulia Sergueïevna Koutioukova (en russe : Юлия Сергеевна Кутюкова) est une joueuse de volley-ball russe née le 30 mars 1989 à Lipetsk. Elle mesure 1,83 m et joue au poste de réceptionneuse-attaquante. Elle totalise 5 sélections en équipe de Russie.

## Clubs
| Club                     | De        | À         |
| ------------------------ | --------- | --------- |
| Stinol Lipetsk           | 2003-2004 | 2007-2008 |
| Indesit Lipetsk          | 2008-2009 | 2009-2010 |
| Fakel Novy Ourengoï      | 2010-2011 | 2011-2012 |
| Severstal Tcherepovets   | 2012-2013 | 2012-2013 |
| Omitchka Omsk            | 2013-2014 | 2014-2015 |
| Leningradka              | 2015-2016 | 2017-2018 |
| VK Lokomotiv Kaliningrad | 2018-2019 | …         |

## Palmarès
- Championnat de Russie
  - Finaliste : 2019.
- Coupe de Russie
  - Finaliste : 2014.